# Armoiries de Terre-de-Haut

Terre-de-Haut (île des Saintes) porte : Coupé ondé, au premier d'argent à deux fasces d'azur à l'iguane de sinople brochant sur le tout ; au deuxième d'azur au fort d'argent ouvert de sable. 
L'écu est timbré d'une couronne de coques d'or aux voiles d'argent et soutenu par deux poissons d'or. Une ancre de sable émerge de la pointe pour signifier que la baie est classée parmi les plus belles du monde.
Elles ont été adoptées lors de la fête patronale du 15 août 1979.